# 티타노사우루스

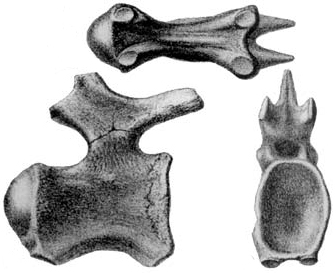

티타노사우루스(Titanosaurus)는 백악기 후기 인도에서 살았던 용각류이다. 몸길이는 약 12~14m였을 것으로 추정된다. 티타노사우르스는 '거대한 도마뱀'이라는 뜻이다. 현재 티타노사우루스는 인도와 프랑스 남부 몽투리에의 절벽 등에서 발견된 것만이 진정한 티타노사우루스 화석으로 인정받고 있다.

## 대중문화
아크 서바이벌 이볼브드라는 게임에서 초거대 용각류 공룡으로 등장한다.